# 佐藤敬夫
佐藤 敬夫（さとう たかお、1935年（昭和10年）6月4日 - 2020年（令和2年）11月9日）は、日本の政治家、元衆議院議員（5期）。位階は従四位｡一般社団法人日本経営士会元会長。

## 来歴・人物
秋田県出身。成蹊高等学校、成蹊大学政治経済学部卒業。
1977年、第11回参議院議員通常選挙に新自由クラブ公認で全国区から立候補したが落選。
1986年に、衆議院選挙秋田1区から自由民主党公認で立候補し初当選（当選同期に鳩山由紀夫・斉藤斗志二・三原朝彦・村井仁・逢沢一郎・武村正義・園田博之・中山成彬・谷津義男・新井将敬・石破茂・笹川堯・村上誠一郎・井出正一など）。1994年に自由民主党を離党して新党みらいの結党に参加、同年の12月に新進党に合流した。1998年の民主党結党に参加。国民運動本部長、国会対策委員長、秋田県連代表を歴任した。
中選挙区時代は長く自由民主党の二田孝治とライバル関係にあり、中選挙区時代は常に二田の得票を上回っての当選であった。小選挙区制に移行した後も1996年は二田に勝利したものの、2000年では537票差の僅差であったが初めて二田に敗れ、比例東北ブロックでの復活当選に回った。
新自由クラブ・自由民主党・新党みらい・新進党・国民の声・民政党・民主党と政党を渡り歩いた末、2002年の保守新党結成に加わった。これに対し、民主党は佐藤を除籍処分とした（以上の経緯から「政界渡り鳥」とも言われた）。しかし、2003年の総選挙で保守新党はわずか4議席しか獲得できず惨敗し、佐藤自身も民主党新人の寺田学に大差で敗れ比例復活もできずに落選。総選挙後、保守新党は自民党に吸収される形で消滅した。
2005年のいわゆる郵政解散に伴う第44回衆院選には自民党から比例区東北ブロックの名簿掲載順位最下位で立候補したが、落選。この立候補は佐藤の秋田市内の後援会に二田を支援させるためであったと言われている。
2006年4月の春の叙勲で旭日重光章を受章する。
2009年に若手経営者を支援するためのシンクタンクとして「佐藤敬夫総合研究所」を立ち上げる。
2020年11月9日15時56分、多臓器不全のため、秋田市の病院で死去。85歳没。死没日をもって従四位に叙される。

## 主な役職
元運輸政務次官・元民主党国会対策委員長・元保守新党国会対策委員長

## 略歴
- 1975年 - 日本青年会議所会頭に就任
- 1977年7月 - 第11回参院選全国区に新自由クラブから立候補（51位、次点で落選）。
- 1980年6月 - 第36回衆院選、旧秋田1区に無所属で立候補（落選）。
- 1983年12月 - 第37回衆院選、自民党公認で立候補（落選）。
- 1986年7月 - 第38回衆院選、自民党公認で立候補、初当選。
- 1994年4月15日 - 自由民主党離党。18日結党の新党みらいを経て、12月新進党結党に参加。
- 1995年4月 - 秋田県知事選立候補（落選）。
- 1996年10月 - 第41回衆院選、新進党公認で立候補、当選し国政復帰。
- 1997年12月27日 - 新進党解党。国民の声、民政党を経て、4月民主党入党。
- 2000年6月 - 第42回衆院選、民主党公認で立候補、比例区復活当選。
- 2002年12月22日 - 民主党県連代表辞任、離党届提出（除籍処分）。25日保守新党結党。
- 2003年10月 - 第43回衆院選、保守新党公認・自公推薦で立候補、落選。
- 2005年9月 - 第44回衆院選、自由民主党公認で立候補、落選。
- 2009年7月 - 佐藤敬夫総合研究所を立ち上げる
- 2020年11月 - 死去。85歳没。

## その他
- 日中国会議員書画展へ書画を提供している。[5]